# Podocyte

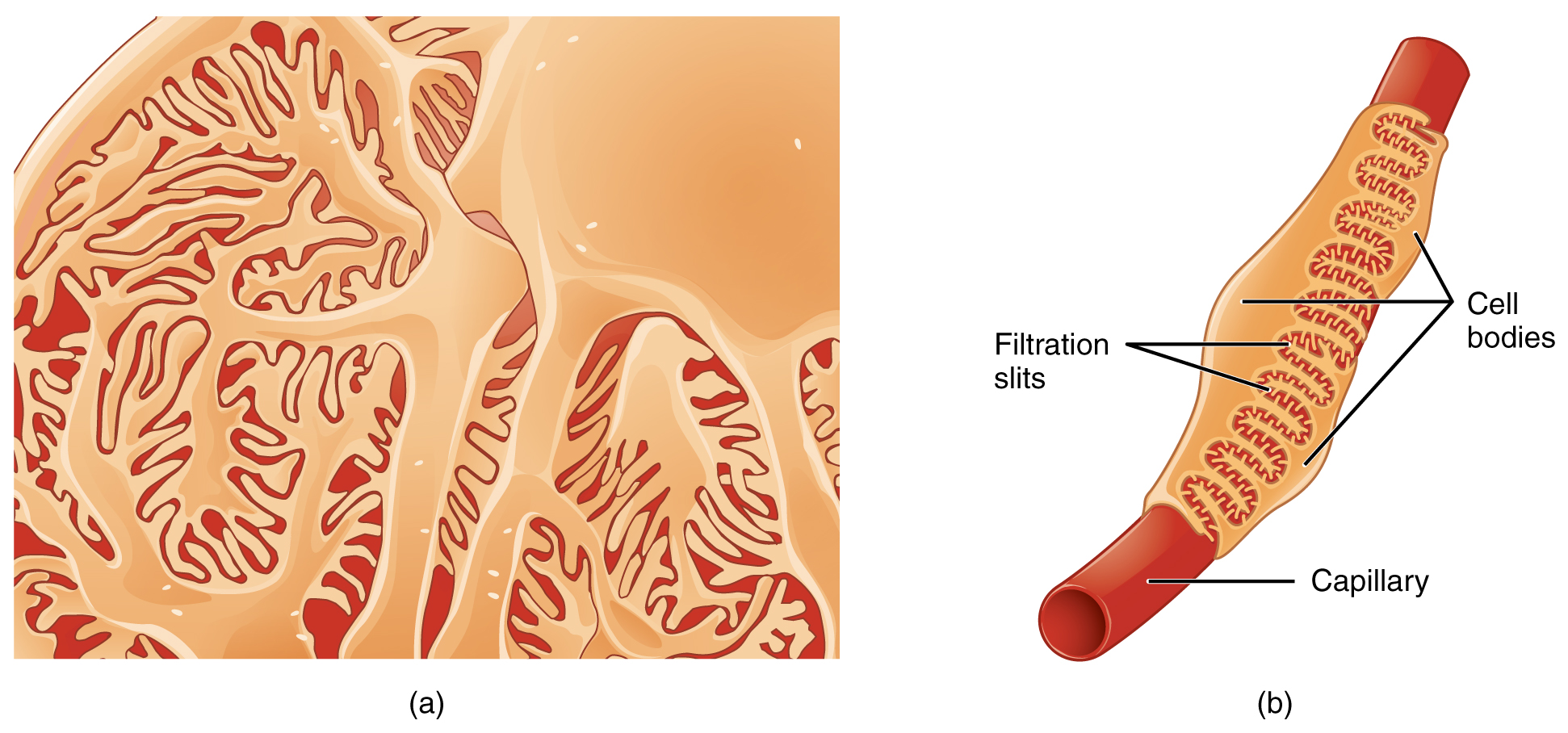
Les ramifications des podocytes forment des pédicelles autour des capillaires glomérulaires des reins

Les podocytes sont des cellules épithéliales différenciées et ramifiées composant le feuillet viscéral de la capsule de Bowman au niveau du glomérule rénal. Leurs ramifications, nommées pédicelles, s’entrelacent autour des capillaires glomérulaires en ne laissant découvert que de petites fentes de filtration. Elles reposent sur une membrane basale, formée par la fusion de leur lame basale avec celle de l’endothélium des capillaires.

## Rôle
Le rôle des podocytes est d'assurer la filtration du plasma sanguin à travers leurs pédicelles. Ces derniers forment un filet qui retient les globules rouges et les protéines pour les empêcher d'être excrétés avec l'urine. Le filtrat résultant, nommé urine primitive, ou primaire, se retrouve dans la chambre glomérulaire, ou urinaire, pour continuer son traitement.
La liaison entre les podocytes et la membrane basale est assurée par des intégrines se fixant sur une laminine de la membrane, une altération de l'un de ces deux éléments pouvant conduire à un syndrome néphrotique. Les intégrines podocytaires sont reliées également au cytosquelette de la cellule par de la TLN1 (taline - 1) dont le déficit peut également conduire à une fuite protéique dans les urines.